# جيرت رئيل
جيرت رئيل (بالألمانية: Gert Riel)‏ (و. 1941  م) هو نحات ألماني، ولد في برين أم كيمزيه.